# NGC 3043
NGC 3043 é uma galáxia espiral (Sb) localizada na direcção da constelação de Ursa Major. Possui uma declinação de +59° 18' 26" e uma ascensão recta de 9 horas, 56 minutos e 14,4 segundos.
A galáxia NGC 3043 foi descoberta em 19 de Março de 1790 por William Herschel.